# Lovebox (Beni)
Lovebox è il quinto album della cantante giapponese Beni, ed il secondo pubblicato dall'etichetta discografica Nayutawave Records. È stato pubblicato il 2 giugno 2010. Il disco è arrivato alla prima posizione degli album più venduti in Giappone.

## Tracce
1. Lovebox Intro
2. Yura Yura (ユラユラ)
3. Sign (サイン)
4. Hitomi Tojite (瞳とじて)
5. Gimme Gimme♥ (ギミギミ♥)
6. Girl's Night feat. JAMOSA
7. a million jewels
8. Kimi Ja Nakya (君じゃなきゃ)
9. bye bye
10. MOVE
11. break the rules
12. he is mine
13. My Friend (マイ・フレンド)
14. Message
15. Zutto Futari de unplugged version (ずっと二人で)